# ستة من الغربان
ستة من الغربان (بالإنجليزية: Six of Crows)‏ هي رواية فنتازيا من تأليف لي باردوغو، تدور أحداث الرواية في مدينة شبيها بأمستردام تسمى كتردام.